# Gymnoscelis bassa
Gymnoscelis bassa là một loài bướm đêm trong họ Geometridae.